# Фудутун
Фудутун (термин китайского происхождения) — назначенный наместник; начальник.
Фудутун назначался декретом, и пользовался правами губернатора провинции. В управление фудутуна учреждались два отдела. Начальника правого отдела назначало министерство внутренних дел; левого — сам фудутун. После назначения начальников, они должны были быть утверждены в правительстве. В распоряжение фудутуна поступала вся местная милиция. Ежегодно фудутун должен был предоставлять отчет о поступлении всех взимаемых налогах, и всех тратах. Фудутун мог быть назначен из числа местных жителей, той территории над которой он ставился во главу.
Военный фудутун — воинское звание, назначался военным отделом. По статусу был равен Российскому генерал-губернатору или бригадному генералу (США), с подчинением ему войск и флота. Это звание также носили помощники военных губернаторов некоторых провинций цинского Китая.
При перестройке центральных органов власти 1914 года в Китае, и разделе гражданской и военной администраций на местах, должность фудутуна была сохранена лишь в Хулунбуире по соглашению Российского и Китайского правительств.